# Утвай

Утвай — река в России, протекает в Слободском и Белохолуницком районах Кировской области. Устье реки находится в 5,5 км по правому берегу реки Вохма. Длина реки составляет 15 км.
Исток реки северо-западнее деревни Кардаши (Закаринское сельское поселение Слободского района) в 29 км к юго-западу от города Белая Холуница. Река течёт на север по ненаселённому лесному массиву. Приток — ручей Утвай (левый).

## Данные водного реестра
По данным государственного водного реестра России относится к Камскому бассейновому округу, водохозяйственный участок реки — Вятка от истока до города Киров, без реки Чепца, речной подбассейн реки — Вятка. Речной бассейн реки — Кама.
По данным геоинформационной системы водохозяйственного районирования территории РФ, подготовленной Федеральным агентством водных ресурсов:
- Код водного объекта в государственном водном реестре — 10010300212111100032249
- Код по гидрологической изученности (ГИ) — 111103224
- Код бассейна — 10.01.03.002
- Номер тома по ГИ — 11
- Выпуск по ГИ — 1